# 裁判所書記官研修所
裁判所書記官研修所（さいばんしょしょきかんけんしゅうじょ）は、かつて存在した日本の最高裁判所の研修機関である。裁判所書記官、裁判所速記官、裁判所事務官等の養成、研修、研究等を行ってきたが、2004年（平成16年）4月に家庭裁判所調査官研修所と統合され、裁判所職員総合研修所が新設され、裁判所書記官研修所は廃止された。

## 沿革
- 1950年4月、最高裁判所に裁判所書記官研修所を設置（東京都千代田区富士見町）
- 1969年4月、東京都文京区白山に移転
- 1998年4月、裁判所速記官の新規養成を停止
- 2004年4月、家庭裁判所調査官研修所と統合。裁判所職員総合研修所を設置（埼玉県和光市南二丁目）